# Phytomyza clematidella
Phytomyza clematidella este o specie de muște din genul Phytomyza, familia Agromyzidae, descrisă de Spencer în anul 1959.
Este endemică în Kenya. Conform Catalogue of Life specia Phytomyza clematidella nu are subspecii cunoscute.